# Liste der Kulturdenkmale in Räcknitz

Lage der Gemarkung Räcknitz in Dresden

Die Liste der Kulturdenkmale in Räcknitz umfasst die vom sächsischen Landesamt für Denkmalpflege erfassten Kulturdenkmale der Dresdner Gemarkung Räcknitz.
Die Anmerkungen sind zu beachten.
Diese Liste ist eine Teilliste der Liste der Kulturdenkmale in Dresden. 

Diese Liste ist eine Teilliste der Liste der Kulturdenkmale in Sachsen.

## Legende
- Bild: Bild des Kulturdenkmals, ggf. zusätzlich mit einem Link zu weiteren Fotos des Kulturdenkmals im Medienarchiv Wikimedia Commons. Wenn man auf das Kamerasymbol klickt, können Fotos zu Kulturdenkmalen aus dieser Liste hochgeladen werden:
- Bezeichnung: Denkmalgeschützte Objekte und ggf. Bauwerksname des Kulturdenkmals
- Lage: Straßenname und Hausnummer oder Flurstücknummer des Kulturdenkmals. Die Grundsortierung der Liste erfolgt nach dieser Adresse. Der Link (Karte) führt zu verschiedenen Kartendiensten mit der Position des Kulturdenkmals. Fehlt dieser Link, wurden die Koordinaten noch nicht eingetragen. Sind diese bekannt, können sie über ein Tool mit einer Kartenansicht einfach nachgetragen werden. In dieser Kartenansicht sind Kulturdenkmale ohne Koordinaten mit einem roten bzw. orangen Marker dargestellt und können durch Verschieben auf die richtige Position in der Karte mit Koordinaten versehen werden. Kulturdenkmale ohne Bild sind an einem blauen bzw. roten Marker erkennbar.
- Datierung: Baubeginn, Fertigstellung, Datum der Erstnennung oder grobe zeitliche Einordnung entsprechend des Eintrags in der sächsischen Denkmaldatenbank
- Beschreibung: Kurzcharakteristik des Kulturdenkmals entsprechend des Eintrags in der sächsischen Denkmaldatenbank, ggf. ergänzt durch die dort nur selten veröffentlichten Erfassungstexte oder zusätzliche Informationen
- ID: Vom Landesamt für Denkmalpflege Sachsen vergebene, das Kulturdenkmal eindeutig identifizierende Objekt-Nummer. Der Link führt zum PDF-Denkmaldokument des Landesamtes für Denkmalpflege Sachsen. Bei ehemaligen Kulturdenkmalen können die Objektnummern unbekannt sein und deshalb fehlen bzw. die Links von aus der Datenbank entfernten Objektnummern ins Leere führen. Ein ggf. vorhandenes Icon  führt zu den Angaben des Kulturdenkmals bei Wikidata.

## Liste der Kulturdenkmale in Räcknitz
| Bild                                    | Bezeichnung | Lage                                    | Datierung | Beschreibung | ID       |
| --------------------------------------- | --- | --------------------------------------- | --- | --- | -------- |
|                                         | Tafel mit Inschrift | Alträcknitz 6 (Karte)                   | bezeichnet 1719 (Gedenktafel) | ortsgeschichtlich bedeutend | 09301600 |
|                                         | Wohnhaus eines ehemaligen Vierseithofes | Alträcknitz 12 (Karte)                  | bezeichnet 1831 (Bauernhaus) | markantes Bauernhaus des 19. Jahrhunderts, inschriftlich auf 1831 datiert, bemerkenswert durch maßstäbliche Fensteröffnungen, Krüppelwalmdach und gestalterisch hervorgehobenes Eingangsportal, baugeschichtlich, landschaftsgestalterisch und siedlungsgeschichtlich bedeutsam | 09212226 |
|                                         | Wohnhaus, Seitengebäude und Wohnstallhaus (1764) eines Dreiseithofes                                                                                              | Alträcknitz 13 (Karte)                  | bezeichnet 1764 (Wohnstallhaus) | charakteristisches ländliches Anwesen aus der zweiten Hälfte des 18. bzw. ersten Hälfte des 19. Jahrhunderts, das Wohnhaus durch Segmentbogenportal und Walmdach hervorgehoben, das frei stehende Wohnstallhaus noch mit Fachwerkobergeschoss, baugeschichtlich, landschaftsgestalterisch und siedlungsgeschichtlich von Belang, nach Abriss von Gebäuden des Nachbarhofes Alträcknitz 12 neben der Bergstraße 86 mittlerweile der letzte weitgehend vollständig erhaltene Bauernhof des Dorfes Räcknitz und somit singulär | 09212225 |
| Direkt Bild zu diesem Denkmal hochladen | Wohnhaus in offener Bebauung | Alträcknitz 15 (Karte)                  | um 1880 (Wohnhaus) | mietshausartiger Bau, zeigt allmähliche Verstädterung, stadtentwicklungsgeschichtlich von Belang | 09212224 |
|                                         | Siedlung Räcknitz: Reihenhaus (Vierergruppe) | Barkhausenstraße 1; 3; 5; 7 (Karte)     | vor 1900 (Reihenhaus) | Teil einer kleinen Siedlung zwischen Bergstraße, Haeckelstraße, Hempelstraße und Zeunerstraße, charakteristisches Beispiel der Siedlungsarchitektur um 1930 in traditionellen Formen, belebt durch expressionistische Motive, baugeschichtlich und stadtentwicklungsgeschichtlich von Bedeutung | 09213780 |
|                                         | Siedlung Räcknitz: Doppelwohnhaus (Barkhausenstraße 2 und Haeckelstraße 4)                                                                                        | Barkhausenstraße 2 (Karte)              | um 1930 (Doppelwohnhaus) | Teil einer kleinen Siedlung zwischen Bergstraße, Haeckelstraße, Hempelstraße und Zeunerstraße, charakteristisches Beispiel der Siedlungsarchitektur um 1930 in traditionellen Formen, belebt durch expressionistische Motive, baugeschichtlich und stadtentwicklungsgeschichtlich von Bedeutung (siehe auch Barkhausenstraße 1-7) | 09212922 |
|                                         | Siedlung Räcknitz: Doppelwohnhaus | Barkhausenstraße 4; 6 (Karte)           | um 1930 (Doppelwohnhaus) | Teil einer kleinen Siedlung zwischen Bergstraße, Haeckelstraße, Hempelstraße und Zeunerstraße, charakteristisches Beispiel der Siedlungsarchitektur um 1930 in traditionellen Formen, belebt durch expressionistische Motive, baugeschichtlich und stadtentwicklungsgeschichtlich bedeutend (siehe auch Barkhausenstraße 1–7) | 09211892 |
|                                         | Siedlung Räcknitz: Mehrfamilienhaus (Barkhausenstraße 8 und Zeunerstraße 64, 66)                                                                                  | Barkhausenstraße 8 (Karte)              | um 1930 (Mehrfamilienwohnhaus) | Teil einer kleinen Siedlung zwischen Bergstraße, Haeckelstraße, Hempelstraße und Zeunerstraße, charakteristisches Beispiel der Siedlungsarchitektur um 1930 in traditionellen Formen, belebt durch expressionistische Motive, baugeschichtlich und stadtentwicklungsgeschichtlich bedeutend (siehe auch Barkhausenstraße 1-7) | 09213066 |
| Weitere Bilder                          | Neue Mensa und Mast mit zwei Faltungszonen; TU Dresden | Bergstraße 51 (Karte)                   | 1977 (Mensa), 1977 (Bildwerk) | Mensagebäude mit Stahlplastik; flacher, quadratischer Baukörper, gestalterisch anspruchsvoller Typenbau der DDR erbaut von Ulf Zimmermann, Projekt auch in Ilmenau, Halle, Berlin und Leipzig ausgeführt, anspruchsvolle Ausstattung aus Entstehungszeit, baugeschichtlich und bezüglich des Interieurs auch künstlerisch bedeutend, Plastik „Mast mit zwei Faltungszonen“ von Hermann Glöckner, Konstruktivist, bedeutender deutscher Künstler des 20. Jahrhunderts, Objekt kunsthistorisch und künstlerisch bedeutend | 09301564 |
|                                         | Wohnhausgruppe mit Einfriedung | Bergstraße 68; 70; 72; 74; 76 (Karte)   | um 1905 (Mehrfamilienwohnhaus) | malerisch gestaltetes Ensemble mit erkerartigen Anbauten, Treppentürmen, Dachreiter, Zierfachwerk, geschwungenen Fenstergittern, Verschieferungen usw., zwischen Jugend- und Englischem Landhausstil, als typisches und zugleich unverwechselbares Beispiel der Architektur nach 1900 baugeschichtlich und künstlerisch von Bedeutung, zudem stadtentwicklungsgeschichtlich bedeutend | 09212229 |
|                                         | Wohnhausgruppe mit Einfriedung (Bergstraße 78, 80 und Zeunerstraße 71, 73) in Ecklage                                                                             | Bergstraße 78; 80 (Karte)               | bezeichnet 1904 (Doppelwohnhaus) | malerisch gestaltetes Ensemble mit erkerartigen Anbauten, kleinen Türmen, hohen Giebeln, Zierfachwerk, gestalterisch hervorgehobenen Eingängen usw., zwischen Jugendstil, Heimatstil und Englischem Landhausstil, als typisches und zugleich unverwechselbares Beispiel der Architektur kurz nach 1900 baugeschichtlich und künstlerisch von Wert, zudem stadtentwicklungsgeschichtlich bedeutend | 09212228 |
|                                         | Zwei straßenseitige Wohnhäuser, zwei Stallgebäude, Scheune, Toranlage und Einfriedung (teilweise auf Substruktion) eines Vierseithofes                            | Bergstraße 86 (Karte)                   | 2. Hälfte 18. Jh. (Bauernhaus) | die sehr repräsentative, historisierende Hofanlage, dabei die beiden Eingangsgebäude gestalterisch hervorgehoben, zählt zu den größten und aufwendigsten Bauerngütern bzw. -höfen auf dem Stadtgebiet Dresdens, baugeschichtlich und siedlungsgeschichtlich bedeutend, zudem in dieser repräsentativen Form mit Seltenheitswert | 09212227 |
| Weitere Bilder                          | Institut für Landtechnik | Bergstraße 120 (Karte)                  | 19560–1958 (Institut) | Institutsgebäude; markanter, traditionell gestalteter Bau der 1950er Jahre mit Lochfassade und Walmdach, im Sinne der damals geforderten Bezugnahme auf lokale Bautraditionen, Akzentuierung durch seitlichen Vorbau mit Dreiecksgiebel und Dachreiter, wohl in Anlehnung an Bauten der Klassischen Moderne, wie das Festspielhaus in Hellerau, baugeschichtlich bedeutend. | 09304495 |
|                                         | Siedlung Räcknitz: Mehrfamilienhaus | Haeckelstraße 2a (Karte)                | um 1930 (Mehrfamilienwohnhaus) | Teil einer kleinen Siedlung zwischen Bergstraße, Haeckelstraße, Hempelstraße und Zeunerstraße, charakteristisches Beispiel der Siedlungsarchitektur um 1930 in traditionellen Formen, belebt durch expressionistische Motive, baugeschichtlich und stadtentwicklungsgeschichtlich von Bedeutung (siehe auch Barkhausenstraße 1–7) | 09212213 |
|                                         | Siedlung Räcknitz: Doppelwohnhaus | Haeckelstraße 2b; 2c (Karte)            | um 1930 (Doppelwohnhaus) | Teil einer kleinen Siedlung zwischen Bergstraße, Haeckelstraße, Hempelstraße und Zeunerstraße, charakteristisches Beispiel der Siedlungsarchitektur um 1930 in traditionellen Formen, belebt durch expressionistische Motive, baugeschichtlich und stadtentwicklungsgeschichtlich von Bedeutung (siehe auch Barkhausenstraße 1–7) | 09212889 |
| Weitere Bilder                          | Willers-Bau; Trefftz-Bau; Recknagel-Bau; TU Dresden | Haeckelstraße 3 (Karte)                 | 1950–1952 (Hörsaalgebäude), 1953–1957 (Pausengarten), 1957, Physikgebäude, Recknagel-Bau, Eingang D, Säule (Bauplastik), um 1965, aufgestellt am 14. November 1968, Nehru-Büste (Büste), 1957, Physikgebäude, Eingang B (Relief) | Gebäudekomplex der ehemaligen Technischen Hochschule (Mathematisches und Physikalisches Institut), heute TU Dresden, bestehend aus Hörsaalgebäude, insgesamt sechs Institutsgebäuden in Kammstellung einschl. Verbindungsbauten zum Zelleschen Weg und zur Haeckelstraße, Verbindungsgang, künstlerischer Ausstattung, darunter Figur »Bändigung und Verwendung des Wassers« (von Karl Lüdecke) sowie Nehru-Büste, wohl Geschenk aus Indien, und Innenhof aus zentraler Grünfläche mit zwei nördlich angrenzenden Gartenräumen, dazu gehören auch die straßenseitigen Freiräume, die nach außen führende Treppe am östlichen Ende der vorderen Kammstellung sowie die südlichen Höfe; Gebäude in traditioneller Bauweise mit Sandstein-Putzarchitektur errichtet, eines der städtebaulich bedeutsamsten Ensembles der 1950er Jahre in Dresden, zudem von baugeschichtlichem und wegen seiner Bildwerke von künstlerischem Wert, dokumentiert engagierten Wiederaufbau der früheren Hochschule nach 1945.                                                                           | 09216727 |
|                                         | Siedlung Räcknitz: Doppelwohnhaus (Barkhausenstraße 2 und Haeckelstraße 4)                                                                                        | Haeckelstraße 4 (Karte)                 | um 1930 (Doppelwohnhaus) | Teil einer kleinen Siedlung zwischen Bergstraße, Haeckelstraße, Hempelstraße und Zeunerstraße, charakteristisches Beispiel der Siedlungsarchitektur um 1930 in traditionellen Formen, belebt durch expressionistische Motive, baugeschichtlich und stadtentwicklungsgeschichtlich von Bedeutung (siehe auch Barkhausenstraße 1-7) | 09212922 |
|                                         | Siedlung Räcknitz: Mehrfamilienhaus | Haeckelstraße 6; 8; 10; 12 (Karte)      | um 1930 (Mehrfamilienwohnhaus) | Teil einer kleinen Siedlung zwischen Bergstraße, Haeckelstraße, Hempelstraße und Zeunerstraße, charakteristisches Beispiel der Siedlungsarchitektur um 1930 in traditionellen Formen, belebt durch expressionistische Motive, baugeschichtlich und stadtentwicklungsgeschichtlich von Bedeutung (siehe auch Barkhausenstraße 1–7) | 09213102 |
| Weitere Bilder                          | Studentenhaus; Kameradschaftshaus; Rektoratsgebäude; Alte Mensa; TU Dresden                                                                                       | Hallwachsstraße 2 (Karte)               | 1923–1925 (Studentenhaus), 1950–1953 (Mensa und Festsaal), 1954–1956 (Schulfreiraum/Institutsfreiraum) | Gebäudekomplex mit einstigem Studentenhaus mit Treppenanlagen und Terrasse unmittelbar an der Mommsenstraße (1923–1925) dem ehemaligen Kameradschaftshaus des NSDStB mit Vorgartenbereich an der Helmholtzstraße (1935–1936) und Erweiterungsbauten der ehemaligen Technischen Hochschule aus Rektoratsanbau im Westen, zentralem Atrium mit drei eingeschossigen Flügeln, ein Gartenhof mit Freiflächengestaltung, rundem Eckpavillon an der Dülferstraße sowie repräsentativem, rückwärtigem Flügel mit Mensa und Festsaal an der Hallwachsstraße (1950–1953); markante Anlage heute TU Dresden, als ehemaliges Studentenhaus, Kameradschaftshaus und Teil der Hochschule sowie späteren Technischen Universität geschichtlich bedeutend, zudem als markantes Ensemble der Architektur der 1920er, 1930er und 1950er Jahre baugeschichtlich und künstlerisch von Wert. Ehemaliges Studentenhaus, von Wilhelm Jost erbaut, später Teil des alten Rektoratsgebäudes mit Festsaalbau, heute Landgraf-Bau sowie Alte Mensa mit Dülfersaal.                                           | 09212235 |
|                                         | Wohnhaus in offener Bebauung, mit Plastik einer Liegenden über Eingang                                                                                            | Hallwachsstraße 5 (Karte)               | um 1935 (Wohnhaus) | typischer und mittels gestalterischer Details zugleich unverwechselbarer Bau der 1930er Jahre, baugeschichtlich von Wert | 09212234 |
|                                         | Siedlung Räcknitz: Doppelwohnhaus | Hempelstraße 2; 4 (Karte)               | um 1930 (Doppelwohnhaus) | Teil einer kleinen Siedlung zwischen Bergstraße, Haeckelstraße, Hempelstraße und Zeunerstraße, charakteristisches Beispiel der Siedlungsarchitektur um 1930 in traditionellen Formen, belebt durch expressionistische Motive, baugeschichtlich und stadtentwicklungsgeschichtlich von Bedeutung (siehe auch Barkhausenstraße 1–7) | 09213761 |
|                                         | Villa Viehweger | Mommsenstraße 1 (Karte)                 | 1904 (Villa) | Villa mit Einfriedung; charakteristischer Bau der Reformbaukunst nach 1900, versachlicht, mit hohem Dach und wenigen, aber akzentuierenden Schmuck- und Gliederungselementen, baugeschichtlich und künstlerisch bedeutend. Erbaut von Hermann Viehweger, der selbst darin wohnte; Teil des Villenviertels Bergstraße. | 09212241 |
| Weitere Bilder                          | Villa mit Einfriedung | Mommsenstraße 5 (Karte)                 | Anfang 20. Jh. (Villa) | charakteristischer Bau der Reformbaukunst nach 1900, versachlicht, mit hohem Dach und wenigen, aber akzentuierenden Schmuck- und Gliederungselementen, baugeschichtlich und künstlerisch bedeutend | 09212240 |
|                                         | Villa | Mommsenstraße 7 (Karte)                 | um 1920 (nach 1913) | markantes Gebäude mit hoch aufragendem, verschindeltem Dach und gestalterisch hervorgehobenem Eingangsbereich, charakteristisches Beispiel der versachlichten Architektur bzw. der Reformbaukunst nach 1900, belebt von klassizistischen Stilelementen, baugeschichtlich und künstlerisch von Wert. Früher unter anderem als Bibliothek genutzt, heute Sitz der Zentralen Studienberatung der TU Dresden. | 09212237 |
| Weitere Bilder                          | Studentenhaus der Sängerschaft ERATO; Rektorat; TU Dresden | Mommsenstraße 11 (Karte)                | 1925–1926, bezeichnet 1925 (Institut), 1925–1926 (Villengarten/Landhausgarten) | Villenartiges Hochschulgebäude mit Garage und Verbinderbau sowie Villengarten und Einfriedung; heute TU Dresden, repräsentativer, bemerkenswerter Bau der 1920er Jahre mit hohem Walmdach über dem Haupttrakt, oberhalb der Garage und dem Verbindungsbau Terrasse mit Pergola, neoklassizistischer Fassadengestaltung und Treppenanlage(n), hervorgehoben der Risalit zur Dülferstraße, innen markantes, zum Großteil erhaltenes wandfestes Interieur aus der Entstehungszeit, Anwesen baugeschichtlich, ortsgeschichtlich, gartengeschichtlich und künstlerisch bedeutend, Gebäude und Garten bilden eine Einheit von Denkmalwert. Ehemaliges Studentenhaus der Sängerschaft Erato, erbaut von Goebel aus München im Stil des Neoklassizismus, heute Rektorat der TU Dresden. | 09212236 |
|                                         | Studentenhaus; Kameradschaftshaus; Rektoratsgebäude; Alte Mensa; TU Dresden                                                                                       | Mommsenstraße 13; 15 (Karte)            | 1923–1925 (Studentenhaus), 1950–1953 (Mensa und Festsaal), 1954–1956 (Schulfreiraum/Institutsfreiraum) | Gebäudekomplex mit einstigem Studentenhaus mit Treppenanlagen und Terrasse unmittelbar an der Mommsenstraße (1923–1925) dem ehemaligen Kameradschaftshaus des NSDStB mit Vorgartenbereich an der Helmholtzstraße (1935–1936) und Erweiterungsbauten der ehemaligen Technischen Hochschule aus Rektoratsanbau im Westen, zentralem Atrium mit drei eingeschossigen Flügeln, ein Gartenhof mit Freiflächengestaltung, rundem Eckpavillon an der Dülferstraße sowie repräsentativem, rückwärtigem Flügel mit Mensa und Festsaal an der Hallwachsstraße (1950–1953); markante Anlage heute TU Dresden, als ehemaliges Studentenhaus, Kameradschaftshaus und Teil der Hochschule sowie späteren Technischen Universität geschichtlich bedeutend, zudem als markantes Ensemble der Architektur der 1920er, 1930er und 1950er Jahre baugeschichtlich und künstlerisch von Wert. Ehemaliges Studentenhaus, von Paul Wolf im Heimatstil erbaut, später Rektoratsgebäude, mit Festsaalgebäude, heute Alte Mensa mit Landgraf-Bau und Dülfersaal, unter anderem Sitz des Universitätsarchivs. | 09212235 |
| Weitere Bilder                          | Moreau-Denkmal; Franzosenhöhe | Moreauweg (Karte)                       | 1814 (Denkmal) | Denkmal und historisches Schlachtfeld; Denkmal aus Gesteinsstufe, Kubus und Plinthe, auf der antikisierender Kriegerhelm, Schwert und Eichlaubkranz liegen, sowie Einzäunung, für den am 26./27. 8.1813 in der Schlacht bei Dresden gefallenen General Jean-Victor Moreau errichtet, geschichtlich und künstlerisch bedeutend, Denkmal in seiner Form zudem singulär. Denkmalumfang umfasst zudem die Franzosenhöhe (Schlachtfeld der Schlacht um Dresden), Entwurf von Gottlob Friedrich Thormeyer, Ausführung von Christian Gottlieb Kühn, „bedeutendstes Denkmal des Klassizismus in Dresden“ | 09212222 |
| Weitere Bilder                          | Bismarckturm | Moreauweg 1 (Karte)                     | bezeichnet 1906 (Bismarckturm) | Denkmal; monumentaler, turmartiger Bau aus abgestuftem Sockel, Schaft mit vier wuchtigen Dreiviertelsäulen und auskragendem Turmkorb, errichtet als nationales Monument nach der Wiedergründung des Deutschen Reiches und als Architektursymbol für Einigung und Gemeinschaft im Namen Bismarcks, charakteristisches Beispiel des allgemeinen Denkmalkultes um die Wende vom 19. zum 20. Jahrhundert, geschichtlich, künstlerisch und landschaftsgestalterisch bedeutsam. | 09212223 |
|                                         | Weichbildstein | Nöthnitzer Straße (Karte)               | bezeichnet 1679 (Weichbildstein) | mit Wappen und Jahreszahlen, ortsgeschichtlich bedeutend, zudem als älteres Zeugnis der Stadtgeschichte mit Seltenheitswert | 09213794 |
| Direkt Bild zu diesem Denkmal hochladen | Denkmalschutzgebiet Plauen | Passauer Straße (Karte)                 | | Denkmalschutzgebiet Plauen (Satzung vom 18.03.1999) | 09306385 |
| Weitere Bilder                          | Gedenkstein | Räcknitzhöhe (Karte)                    | um 1960 (Gedenkstein) | erinnert an die Schlacht bei Dresden 1813, hoher Stein auf Postament, auf der Vorderseite vertieftes Feld mit Inschrift, ortsgeschichtlich bedeutend | 09213783 |
|                                         | Sachgesamtheit Wasserhochbehälter und Volkspark Räcknitzhöhe | Räcknitzhöhe 25; 27 (Karte)             | 1898 (Volkspark), 1898 (Sachgesamtheit) | Sachgesamtheit Wasserhochbehälter und Volkspark Räcknitzhöhe, zwei Wasserhochbehälter, Pumpstation, Wohnhaus für Betriebsbeamte, Toranlage und Reste der Einfriedung (ID-Nr. 09213079) sowie Parkanlage (Gartendenkmal); baugeschichtlich, ortsgeschichtlich und technikgeschichtlich sowie landschaftsgestalterisch von Wert. | 09212221 |
|                                         | Einzeldenkmale der Sachgesamtheit Wasserhochbehälter und Volkspark Räcknitzhöhe, zwei Wasserhochbehälter bzw. Behälterkammern (Einzeldenkmale zu ID-Nr. 09212221) | Räcknitzhöhe 25; 27 (Karte)             | 1898 (Wasserversorgungs- und Abwasseranlage), 1898 (Wasserhochbehälter), 1905 (Wasserhochbehälter), um 1898 (Betriebsbeamtenwohnhaus)                                                                                            | Einzeldenkmale der Sachgesamtheit Wasserhochbehälter und Volkspark Räcknitzhöhe, zwei Wasserhochbehälter bzw. Behälterkammern, Pumpenhaus, Beamtenwohnhaus, Toreinfahrt und Reste der Einfriedung; baugeschichtlich, ortsgeschichtlich und technikgeschichtlich sowie landschaftsgestalterisch von Wert. | 09213079 |
|                                         | Weichbildstein | Stadtgutstraße (Karte)                  | bezeichnet 1729 (Weichbildstein) | mit Wappen und Jahreszahl, ortsgeschichtlich bedeutend, zudem als älteres Zeugnis der Stadtgeschichte mit Seltenheitswert | 09213773 |
|                                         | Wohnhausgruppe mit Einfriedung und Pforten | Weißbachstraße 1; 3; 5; 7 (Karte)       | um 1910 (Mehrfamilienwohnhaus) | gestalterisch markantes Beispiel der Architektur kurz vor dem 1. Weltkrieg mit versachlichten, geometrischen Formen, aber malerischem Gesamteindruck mittels bewegter Dachlandschaft, Risaliten, frei stehenden, überdachten Pforten usw., baugeschichtlich und stadtentwicklungsgeschichtlich bedeutend. Wohnzeile im Jugendstil, Teil des Villenviertels Bergstraße von August Hugo Grothe, Ernst Kühn, Hermann Viehweger u. a. | 09212239 |
|                                         | Wohnhausgruppe mit Einfriedung und Pforten | Weißbachstraße 2; 4; 6 (Karte)          | um 1913 (Mehrfamilienwohnhaus) | gestalterisch markantes Beispiel der Architektur kurz vor dem 1. Weltkrieg mit versachlichten und geometrischen Formen, aber malerischem Gesamteindruck mittels bewegter Dachlandschaft, Risaliten, frei stehenden, überdachten Pforten usw., baugeschichtlich und stadtentwicklungsgeschichtlich bedeutend. Wohnzeile im Jugendstil, Teil des Villenviertels Bergstraße von August Hugo Grothe, Ernst Kühn, Hermann Viehweger u. a. | 09212238 |
| Weitere Bilder                          | Willers-Bau; Trefftz-Bau; Recknagel-Bau; TU Dresden | Zellescher Weg 12; 14; 16 (Karte)       | 1950–1952 (Hörsaalgebäude), 1953–1957 (Pausengarten), 1957, Physikgebäude Recknagel-Bau, Eingang D, Säule (Bauplastik), um 1965, aufgestellt am 14. November 1968 Nehru-Büste (Büste), 1957, Physikgebäude, Eingang B (Relief)   | Gebäudekomplex der ehemaligen Technischen Hochschule (Mathematisches und Physikalisches Institut), heute TU Dresden, bestehend aus Hörsaalgebäude, insgesamt sechs Institutsgebäuden in Kammstellung einschl. Verbindungsbauten zum Zelleschen Weg und zur Haeckelstraße, Verbindungsgang, künstlerischer Ausstattung, darunter Figur »Bändigung und Verwendung des Wassers« sowie Nehru-Büste, wohl Geschenk aus Indien, und Innenhof aus zentraler Grünfläche mit zwei nördlich angrenzenden Gartenräumen, dazu gehören auch die straßenseitigen Freiräume, die nach außen führende Treppe am östlichen Ende der vorderen Kammstellung sowie die südlichen Höfe; Gebäude in traditioneller Bauweise mit Sandstein-Putzarchitektur errichtet, eines der städtebaulich bedeutsamsten Ensembles der 1950er Jahre in Dresden, zudem von baugeschichtlichem und wegen seiner Bildwerke von künstlerischem Wert, dokumentiert engagierten Wiederaufbau der früheren Hochschule nach 1945.                                                                                              | 09216727 |
|                                         | Siedlung Räcknitz: Reihenhaus (Dreiergruppe) | Zeunerstraße 58; 60; 62 (Karte)         | um 1930 (Reihenhaus) | Teil einer kleinen Siedlung zwischen Bergstraße, Haeckelstraße, Hempelstraße und Zeunerstraße, charakteristisches Beispiel der Siedlungsarchitektur um 1930 in traditionellen Formen, belebt durch expressionistische Motive, baugeschichtlich und stadtentwicklungsgeschichtlich von Bedeutung (siehe Barkhausenstraße 1–7). | 09213781 |
|                                         | Siedlung Räcknitz: Mehrfamilienhaus (Barkhausenstraße 8 und Zeunerstraße 64, 66)                                                                                  | Zeunerstraße 64; 66 (Karte)             | um 1930 (Mehrfamilienwohnhaus) | Teil einer kleinen Siedlung zwischen Bergstraße, Haeckelstraße, Hempelstraße und Zeunerstraße, charakteristisches Beispiel der Siedlungsarchitektur um 1930 in traditionellen Formen, belebt durch expressionistische Motive, baugeschichtlich und stadtentwicklungsgeschichtlich bedeutend (siehe auch Barkhausenstraße 1-7). | 09213066 |
|                                         | Wohnhausgruppe mit Einfriedung (Bergstraße 78, 80 und Zeunerstraße 71, 73) in Ecklage                                                                             | Zeunerstraße 69; 71; 73 (Karte)         | bezeichnet 1904 (Doppelwohnhaus) | malerisch gestaltetes Ensemble mit erkerartigen Anbauten, kleinen Türmen, hohen Giebeln, Zierfachwerk, gestalterisch hervorgehobenen Eingängen usw., zwischen Jugendstil, Heimatstil und Englischem Landhausstil, als typisches und zugleich unverwechselbares Beispiel der Architektur kurz nach 1900 baugeschichtlich und künstlerisch von Wert, zudem stadtentwicklungsgeschichtlich bedeutend | 09212228 |
|                                         | Wohnhausgruppe mit Einfriedung | Zeunerstraße 70; 72; 74; 76; 78 (Karte) | um 1905 (Mehrfamilienwohnhaus) | malerisch gestaltetes Ensemble mit erkerartigen Anbauten, Türmen, Giebeln usw., zwischen Jugendstil und Heimatstil, als typisches und zugleich unverwechselbares Beispiel der Architektur nach 1900 baugeschichtlich und künstlerisch von Wert, zudem stadtentwicklungsgeschichtlich bedeutend | 09213782 |
|                                         | Wohnhaus in offener Bebauung | Zeunerstraße 77 (Karte)                 | um 1925 (Mehrfamilienwohnhaus) | Mehrfamilienhaus der 1920er Jahre mit markanten expressionistischen Fassadenmotiven, baugeschichtlich von Wert | 09212230 |
|                                         | Wohnhausgruppe mit Einfriedung | Zeunerstraße 80; 82; 84; 86 (Karte)     | um 1905 (Mehrfamilienwohnhaus) | malerisch gestaltetes Ensemble mit Erkern, Turmanbau, Bereichen mit Zierfachwerk, abgerundeten Ecken usw., zwischen Jugendstil, Heimatstil und Englischem Landhausstil, als typisches und zugleich unverwechselbares Beispiel der Architektur nach 1900, baugeschichtlich und künstlerisch von Wert, zudem stadtentwicklungsgeschichtlich bedeutend | 09212231 |
|                                         | Villa mit Garage und Einfriedung | Zeunerstraße 90 (Karte)                 | bezeichnet 1927 (Villa) | eigenwillig gestalteter, expressionistischer Wohnbau der 1920er Jahre, baugeschichtlich und künstlerisch bedeutend, in dieser Form zudem singulär, Wohnhaus von J. Arthur Bohlig. | 09212232 |
|                                         | Villa mit Einfriedung | Zeunerstraße 92 (Karte)                 | 1925 (Villa) | charakteristischer, traditionell gestalteter Bau der 1920er Jahre, vertikal gegliedert, auffällig die Klappläden, Zierrat akzentuierend, Zeltdach, baugeschichtlich bedeutend | 09212233 |

## Ausführliche Denkmaltexte
1. ↑  
Der Bismarckturm in Dresden, OT Räcknitz wurde 1906 nach dem Standardentwurf „Götterdämmerung“ von Wilhelm Kreis, der deutschlandweit für eine Vielzahl von derartigen Türmen Vorbild war, geschaffen. Das wuchtige Turmmonument besteht aus einem Sockel, einem Mittelstück mit vier Ecksäulen und einem auskragenden Aufbau. Auf der stadtwärts gelegenen Nordseite erscheint ein markantes Adlerrelief. Die Anlage wurde als nationales Monument nach der Wiedergründung des Deutschen Reiches und als Architektursymbol für Einigung und Gemeinschaft im Namen Bismarcks errichtet. Als charakteristisches Beispiel des allgemeinen Denkmalkultes um die Jahrhundertwende ist es geschichtlich, respektive auch architekturhistorisch bedeutend. Hinzu kommt die künstlerische Bedeutung des Bismarckturmes, die sich aus der Autorenschaft des berühmten Architekten Kreis und aus der hohen gestalterischen Qualität ergibt. Von Belang ist auch der landschaftsgestalterische Wert als weithin sichtbare Landmarke.